# 肖尼 (堪薩斯州)
肖尼（英語：Shawnee）是一個位於美國堪薩斯州約翰遜縣的城市。

## 地方資料
根據2020年美國人口普查的數據，肖尼的面積為111.01平方千米，當中陸地面積為108.72平方千米，而水域面積為2.29平方千米。當地共有人口67311人，而人口密度為每平方千米606.35人。